# Patrick Christopher Pinder
Patrick Christopher Pinder (Nassau, 1º novembre 1953) è un arcivescovo cattolico bahamense, dal 17 febbraio 2004 arcivescovo metropolita di Nassau.

## Biografia

### Formazione
Patrick Christopher Pinder è nato il 1º novembre 1953 a Nassau, allora facente parte dell'Impero britannico. Il 10 luglio 1973 le isole Bahamas hanno dichiarato la propria indipendenza, decidendo di rimanere, tuttavia, parte del Commonwealth delle nazioni con la forma di Reame del Commonwealth. Christopher è stato battezzato il 13 dicembre, un mese dopo la nascita, nella cattedrale di San Francesco Saverio a Nassau.
Ha frequentato la Saint Francis Catholic Primary School ed il Saint Augustine's College nella città natale, diplomandosi nel 1971. Lo stesso anno, decidendo di seguire la propria vocazione al sacerdozio, è entrato nel Seminario di Saint Meinrad dell'Indiana, negli Stati Uniti d'America. Ha completato i suoi studi universitari a Saint Meinrad ed ha conseguito il Bachelor of Arts in filosofia nel 1975. Nell'autunno dell'anno medesimo si è trasferito in Belgio, entrando nel programma di teologia presso l'Università Cattolica di Lovanio, conseguendo il Bachelor of Sacred Theology ed il Master of Arts nel 1978.

### Ministero sacerdotale
Dopo il rientro in patria al termine degli studi, il 20 luglio 1978, ventiquattrenne, è stato ordinato diacono da monsignor Paul Leonard Hagarty, vescovo di Nassau. Ha conseguito la Licentiate of Sacred Theology nel giugno 1980. Ha ricevuto l'ordinazione sacerdotale il 15 agosto 1980, ventiseienne, per imposizione delle mani di monsignor Samuel Emmanuel Carter, arcivescovo metropolita di Kingston in Jamaica. Il primo incarico pastorale di don Patrick è stato quello di vice-parroco di Our Lady of the Holy Souls, ruolo svolto per un anno.
Nell'agosto del 1981 è divenuto membro di facoltà a tempo pieno all'Aquinas College di Nassau. Oltre a ciò, è stato responsabile delle messe del fine settimana nella Church of the Resurrection, recentemente istituita. Nell'autunno del 1984 ha iniziato gli studi di dottorato presso l'Università Cattolica d'America, a Washington. Ha conseguito il Doctor of Sacred Thology nel maggio del 1988, con specializzazione in teologia sacramentale.
Il 1º settembre 1988 è stato nominato rettore della cattedrale di San Francesco Saverio. Il 1º aprile 1997 è stato nominato moderatore della Curia diocesana e vicario per gli affari pastorali. Papa Wojtyła lo ha insignito dell’onorificenza di Cappellano di Sua Santità, col titolo di Monsignore, il 15 dicembre 1999. Il 2 settembre 2002 è stato nominato vicario generale dell'arcidiocesi di Nassau. Oltre alle sue principali responsabilità è stato consulente dell'arcivescovo, membro del Comitato Finanziario, presidente della Commissione Liturgica e vicario giudiziario del Tribunale del Matrimonio. Ha anche ricoperto il ruolo di co-segretario per il Dialogo ecumenico tra anglicani e cattolici per i Caraibi.

### Ministero episcopale
Il 27 giugno 2003, papa Giovanni Paolo II lo ha nominato vescovo ausiliare di Nassau, assegnandogli la sede titolare di Case Calane. In quel momento, aveva quarantanove anni. Ha ricevuto la consacrazione episcopale il successivo 15 agosto, nella cattedrale, per imposizione delle mani di monsignor Lawrence Aloysius Burke, ordinario arcidiocesano, assistito dai co-consacranti monsignor Edgerton Roland Clarke, arcivescovo metropolita di Kingston in Giamaica, e monsignor Robert Joseph Kurtz, vescovo di Hamilton a Bermuda. Come suo motto episcopale, il vescovo Pinder ha scelto Of one heart and mind, dagli Atti degli Apostoli, che tradotto vuol dire Di un cuore e una mente.
Il 17 febbraio 2004, dopo solo otto mesi, il Santo padre ha trasferito monsignor Burke alla sede metropolitana di Kingston in Giamaica, nominando contestualmente monsignor Pinder quale nuovo arcivescovo metropolita di Nassau. Ha solennemente preso possesso dell'arcidiocesi, nella cattedrale di San Francesco Saverio, il 4 maggio successivo. Il 29 giugno del medesimo anno, giorno della solennità dei Santi Pietro e Paolo, si è recato presso la basilica di San Pietro in Vaticano, dove il pontefice gli ha imposto il pallio, simbolo di comunione tra la Santa Sede ed il metropolita.
Monsignor Pinder ha ricevuto l'onorificenza di Compagno dell'Ordine di San Michele e San Giorgio dalla regina Elisabetta II nel giugno 2005. L'anno seguente, il 2006, è stato eletto nel Consiglio di Amministrazione della John Carroll University di Cleveland, in Ohio. Il 4 aprile 2008 si è recato a Roma, assieme ad una delegazione di cinque vescovi caraibici, per la visita ad limina. L'11 maggio 2011, succedendo a Donald James Reece, arcivescovo metropolita di Kingston in Giamaica, è stato eletto presidente della Conferenza Episcopale delle Antille; ha terminato il suo incarico il 4 maggio 2017, quando gli è succeduto Gabriel Malzaire, vescovo di Roseau. Il 16 aprile 2018 si è recato nuovamente a Roma per la visita ad limina, assieme a una delegazione di venti vescovi delle Antille.
In seno alla Conferenza episcopale delle Antille è presidente della commissione per i migranti e il turismo.

## Genealogia episcopale
La genealogia episcopale è:
- Patriarca Youhanna Boutros Bawwab el-Safrawi
- Patriarca Jirjis Rizqallah
- Patriarca Stefano Douayhy
- Patriarca Yaaqoub Boutros Awwad
- Patriarca Semaan Boutros Awwad
- Patriarca Youssef Boutros Estephan
- Patriarca Youhanna Boutros Helou
- Patriarca Youssef Boutros Hobaish
- Patriarca Boulos Boutros Massaad
- Patriarca Elias Boutros Hoayek
- Patriarca Antoun Boutros Arida
- Cardinale Antoine Pierre Khoraiche
- Arcivescovo Paul Fouad Naïm Tabet
- Arcivescovo Lawrence Aloysius Burke, S.I.
- Arcivescovo Patrick Christopher Pinder